# Faza grupelor Ligii Campionilor 2011-2012
Faza grupelor Ligii Campionilor 2011-2012 s-a desfășurat între 13 septembrie și 7 decembrie 2011. În această fază a competiției au participat 32 de echipe: 22 calificate automat și 10 câștigătoare ale rundei play-off (cinci prin Calea Campioanelor și cinci prin Calea Ligii).
Echipele au fost repartizate în opt grupe a câte patru, și au jucat fiecare cu fiecare, acasă și în deplasare.
Primele două echipe clasate din fiece grupă au acces în faza eliminatorie, în timp ce echipele de pe poziția a 3-a în grupă au trecut în șaisprezecimile de finală ale UEFA Europa League 2011-2012.

## Grupe

### Grupa A

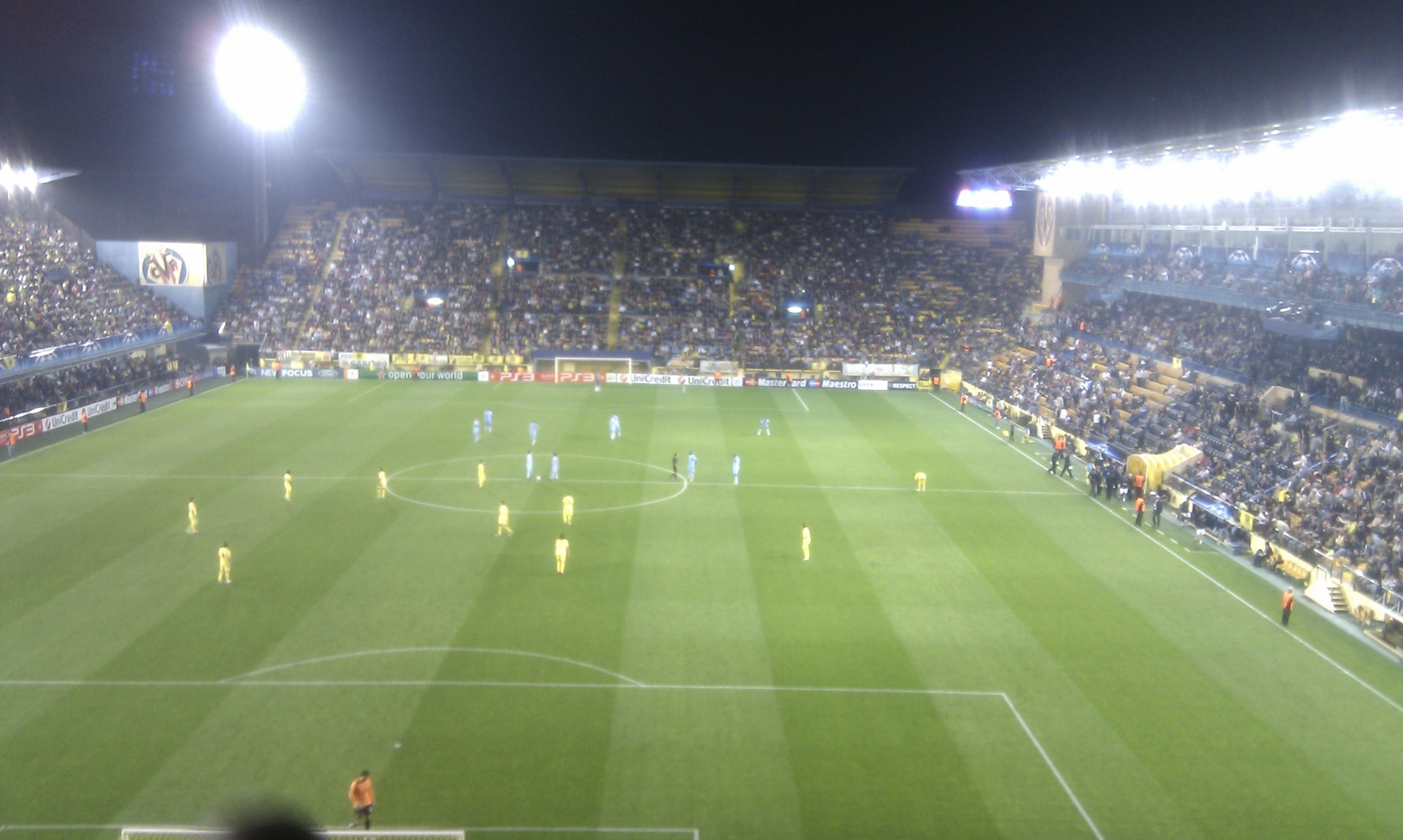
Meciul din grupa A dintre Villarreal și Manchester City

| Echipa          | MJ | V | E | Î | GM | GP | DG  | Pct |
| --------------- | -- | - | - | - | -- | -- | --- | --- |
| Bayern München  | 6  | 4 | 1 | 1 | 11 | 6  | +5  | 13  |
| Napoli          | 6  | 3 | 2 | 1 | 10 | 6  | +4  | 11  |
| Manchester City | 6  | 3 | 1 | 2 | 9  | 6  | +3  | 10  |
| Villarreal      | 6  | 0 | 0 | 6 | 2  | 14 | −12 | 0   |

| Manchester City | 1–1    | Napoli     |
| --------------- | ------ | ---------- |
| Kolarov 74'     | Raport | Cavani 69' |

| Villarreal | 0–2    | Bayern München       |
| ---------- | ------ | -------------------- |
|            | Raport | Kroos 7' Rafinha 76' |

| Bayern München   | 2–0    | Manchester City |
| ---------------- | ------ | --------------- |
| Gómez 38', 45+1' | Raport |                 |

| Napoli                       | 2–0    | Villarreal |
| ---------------------------- | ------ | ---------- |
| Hamšík 15' Cavani 17' (pen.) | Raport |            |

| Napoli               | 1–1    | Bayern München |
| -------------------- | ------ | -------------- |
| Badstuber 39' (o.g.) | Raport | Kroos 2'       |

| Manchester City                  | 2–1    | Villarreal |
| -------------------------------- | ------ | ---------- |
| Marchena 43' (o.g.) Agüero 90+3' | Raport | Cani 4'    |

| Bayern München      | 3–2    | Napoli             |
| ------------------- | ------ | ------------------ |
| Gómez 17', 23', 42' | Raport | Fernández 45', 79' |

| Villarreal | 0–3    | Manchester City                          |
| ---------- | ------ | ---------------------------------------- |
|            | Raport | Y. Touré 30', 71' Balotelli 45+3' (pen.) |

| Napoli          | 2–1    | Manchester City |
| --------------- | ------ | --------------- |
| Cavani 17', 49' | Raport | Balotelli 33'   |

| Bayern München           | 3–1    | Villarreal    |
| ------------------------ | ------ | ------------- |
| Ribéry 3', 69' Gómez 23' | Raport | De Guzmán 50' |

| Manchester City        | 2–0    | Bayern München |
| ---------------------- | ------ | -------------- |
| Silva 36' Y. Touré 52' | Raport |                |

| Villarreal | 0–2    | Napoli               |
| ---------- | ------ | -------------------- |
|            | Raport | Inler 65' Hamšík 76' |

### Grupa B
| Echipa       | MJ | V | E | Î | GM | GP | DG | Pct |
| ------------ | -- | - | - | - | -- | -- | -- | --- |
| Inter Milano | 6  | 3 | 1 | 2 | 8  | 7  | +1 | 10  |
| ȚSKA Moscova | 6  | 2 | 2 | 2 | 9  | 8  | +1 | 8   |
| Trabzonspor  | 6  | 1 | 4 | 1 | 3  | 5  | −2 | 7   |
| Lille        | 6  | 1 | 3 | 2 | 6  | 6  | 0  | 6   |

| Lille                | 2–2    | ȚSKA Moscova     |
| -------------------- | ------ | ---------------- |
| Sow 44' Pedretti 57' | Raport | Doumbia 72', 90' |

| Inter Milano | 0–1    | Trabzonspor  |
| ------------ | ------ | ------------ |
|              | Raport | Čelůstka 76' |

| ȚSKA Moscova                  | 2–3    | Inter Milano                    |
| ----------------------------- | ------ | ------------------------------- |
| Dzagoev 45+3' Vágner Love 77' | Raport | Lúcio 6' Pazzini 23' Zárate 79' |

| Trabzonspor       | 1–1    | Lille   |
| ----------------- | ------ | ------- |
| Colman 75' (pen.) | Raport | Sow 30' |

| ȚSKA Moscova               | 3–0    | Trabzonspor |
| -------------------------- | ------ | ----------- |
| Doumbia 29', 86' Cauņa 76' | Raport |             |

| Lille | 0–1    | Inter Milano |
| ----- | ------ | ------------ |
|       | Raport | Pazzini 21'  |

| Trabzonspor | 0–0    | ȚSKA Moscova |
| ----------- | ------ | ------------ |
|             | Raport |              |

| Inter Milano          | 2–1    | Lille       |
| --------------------- | ------ | ----------- |
| Samuel 18' Milito 65' | Raport | De Melo 83' |

| ȚSKA Moscova | 0–2    | Lille                            |
| ------------ | ------ | -------------------------------- |
|              | Raport | V. Berezutski 49' (o.g.) Sow 64' |

| Trabzonspor  | 1–1    | Inter Milano |
| ------------ | ------ | ------------ |
| Altıntop 23' | Raport | Álvarez 18'  |

| Lille | 0–0    | Trabzonspor |
| ----- | ------ | ----------- |
|       | Raport |             |

| Inter Milano  | 1–2    | ȚSKA Moscova                  |
| ------------- | ------ | ----------------------------- |
| Cambiasso 51' | Raport | Doumbia 50' V. Berezutski 86' |

### Grupa C

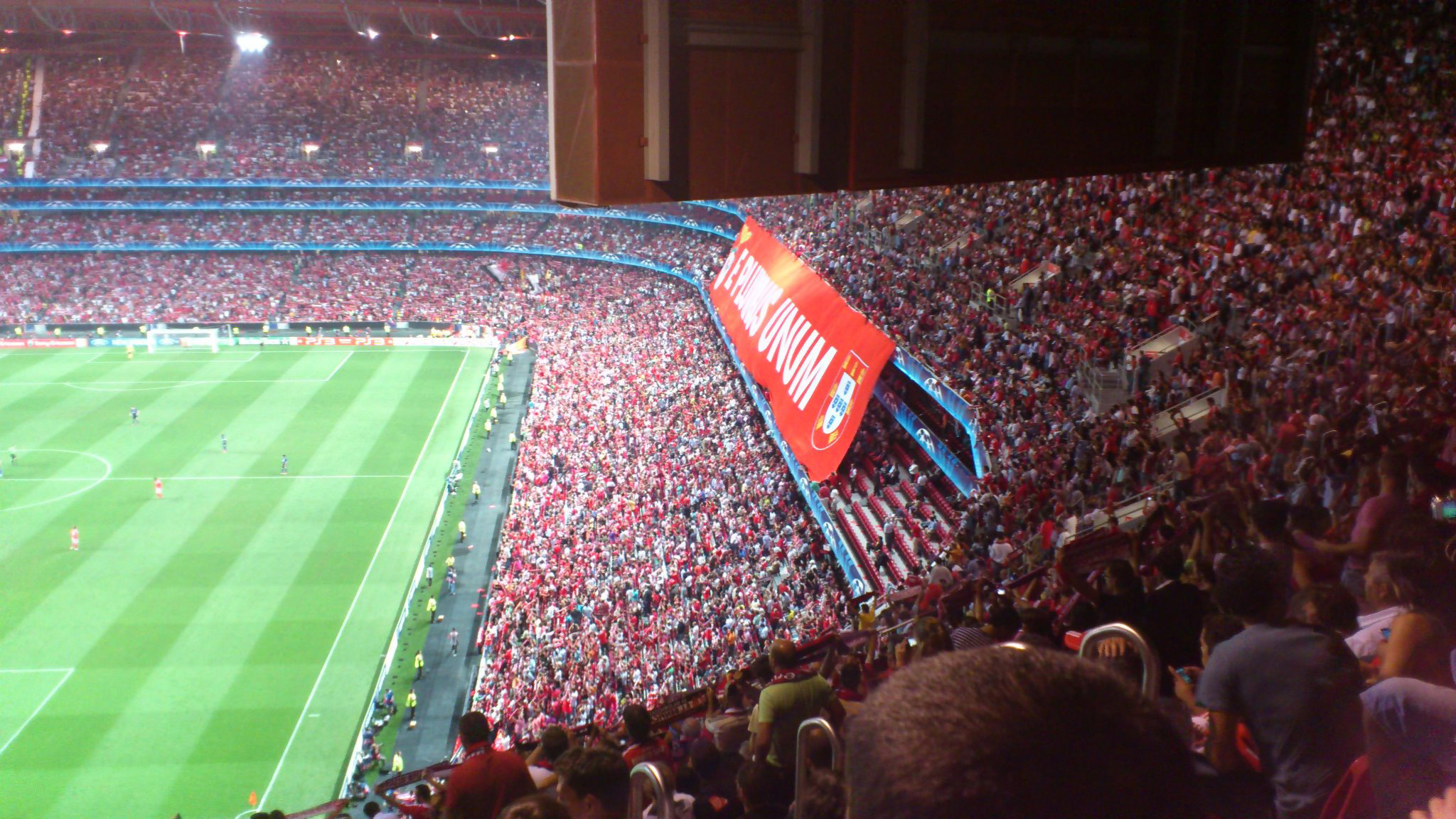
Estádio da Luz în timpul meciului Benfica - Manchester United

| Echipa            | MJ | V | E | Î | GM | GP | DG | Pct |
| ----------------- | -- | - | - | - | -- | -- | -- | --- |
| Benfica           | 6  | 3 | 3 | 0 | 8  | 4  | +4 | 12  |
| Basel             | 6  | 3 | 2 | 1 | 11 | 10 | +1 | 11  |
| Manchester United | 6  | 2 | 3 | 1 | 11 | 8  | +3 | 9   |
| Oțelul Galați     | 6  | 0 | 0 | 6 | 3  | 11 | −8 | 0   |

| Basel                          | 2–1    | Oțelul Galați |
| ------------------------------ | ------ | ------------- |
| F. Frei 39' A. Frei 84' (pen.) | Raport | Pena 58'      |

| Benfica     | 1–1    | Manchester United |
| ----------- | ------ | ----------------- |
| Cardozo 24' | Raport | Giggs 42'         |

| Manchester United          | 3–3    | Basel                               |
| -------------------------- | ------ | ----------------------------------- |
| Welbeck 16', 17' Young 90' | Raport | F. Frei 58' A. Frei 61', 76' (pen.) |

| Oțelul Galați | 0–1    | Benfica         |
| ------------- | ------ | --------------- |
|               | Raport | Bruno César 40' |

| Oțelul Galați | 0–2    | Manchester United               |
| ------------- | ------ | ------------------------------- |
|               | Raport | Rooney 64' (pen.), 90+2' (pen.) |

| Basel | 0–2    | Benfica                     |
| ----- | ------ | --------------------------- |
|       | Raport | Bruno César 20' Cardozo 75' |

| Manchester United             | 2–0    | Oțelul Galați |
| ----------------------------- | ------ | ------------- |
| Valencia 8' Sârghi 88' (o.g.) | Raport |               |

| Benfica    | 1–1    | Basel      |
| ---------- | ------ | ---------- |
| Rodrigo 4' | Raport | Huggel 64' |

| Oțelul Galați         | 2–3    | Basel                                |
| --------------------- | ------ | ------------------------------------ |
| Giurgiu 75' Antal 81' | Raport | F. Frei 10' A. Frei 14' Streller 37' |

| Manchester United         | 2–2    | Benfica                   |
| ------------------------- | ------ | ------------------------- |
| Berbatov 30' Fletcher 59' | Raport | Jones 3' (o.g.) Aimar 61' |

| Basel                   | 2–1    | Manchester United |
| ----------------------- | ------ | ----------------- |
| Streller 9' A. Frei 84' | Raport | Jones 89'         |

| Benfica    | 1–0    | Oțelul Galați |
| ---------- | ------ | ------------- |
| Cardozo 7' | Raport |               |

Note
- Note 1: Oțelul Galați și-a jucat meciurile de acasă pe Stadionul Național, București deoarece Stadionul Oțelul nu au îndeplinit criteriile UEFA.

### Grupa D
| Echipa        | MJ | V | E | Î | GM | GP | DG  | Pct |
| ------------- | -- | - | - | - | -- | -- | --- | --- |
| Real Madrid   | 6  | 6 | 0 | 0 | 19 | 2  | +17 | 18  |
| Lyon          | 6  | 2 | 2 | 2 | 9  | 7  | +2  | 8   |
| Ajax          | 6  | 2 | 2 | 2 | 6  | 6  | 0   | 8   |
| Dinamo Zagreb | 6  | 0 | 0 | 6 | 3  | 22 | −19 | 0   |

Tiebreakers
- Lyon și Ajax au fost la egalitate de puncte, după cum se arată mai jos așa că Lyon este clasat înainte de Ajax din cauza diferenței lor de grupă de goluri mai mari în grupă.

| Echipa | MJ | V | E | Î | GM | GP | DG | Pct |
| ------ | -- | - | - | - | -- | -- | -- | --- |
| Lyon   | 2  | 0 | 2 | 0 | 0  | 0  | 0  | 2   |
| Ajax   | 2  | 0 | 2 | 0 | 0  | 0  | 0  | 2   |

| Dinamo Zagreb | 0–1    | Real Madrid  |
| ------------- | ------ | ------------ |
|               | Raport | Di María 53' |

| Ajax | 0–0    | Lyon |
| ---- | ------ | ---- |
|      | Raport |      |

| Lyon                  | 2–0    | Dinamo Zagreb |
| --------------------- | ------ | ------------- |
| Gomis 23' B. Koné 42' | Raport |               |

| Real Madrid                      | 3–0    | Ajax |
| -------------------------------- | ------ | ---- |
| Ronaldo 25' Kaká 41' Benzema 49' | Raport |      |

| Real Madrid                                         | 4–0    | Lyon |
| --------------------------------------------------- | ------ | ---- |
| Benzema 19' Khedira 47' Lloris 55' (o.g.) Ramos 81' | Raport |      |

| Dinamo Zagreb | 0–2    | Ajax                       |
| ------------- | ------ | -------------------------- |
|               | Raport | Boerrigter 49' Eriksen 90' |

| Lyon | 0–2    | Real Madrid             |
| ---- | ------ | ----------------------- |
|      | Raport | Ronaldo 24', 69' (pen.) |

| Ajax                                                     | 4–0    | Dinamo Zagreb |
| -------------------------------------------------------- | ------ | ------------- |
| Van der Wiel 20' Sulejmani 25' De Jong 65' Lodeiro 90+2' | Raport |               |

| Real Madrid                                          | 6–2    | Dinamo Zagreb           |
| ---------------------------------------------------- | ------ | ----------------------- |
| Benzema 2', 66' Callejón 7', 49' Higuaín 9' Özil 20' | Raport | Bećiraj 81' Tomečak 90' |

| Lyon | 0–0    | Ajax |
| ---- | ------ | ---- |
|      | Raport |      |

| Dinamo Zagreb | 1–7    | Lyon                                                          |
| ------------- | ------ | ------------------------------------------------------------- |
| Kovačić 40'   | Raport | Gomis 45', 48', 52', 70' Gonalons 47' Lisandro 64' Briand 75' |

| Ajax | 0–3    | Real Madrid                     |
| ---- | ------ | ------------------------------- |
|      | Raport | Callejón 14', 90+2' Higuaín 41' |

### Grupa E
| Echipa           | MJ | V | E | Î | GM | GP | DG  | Pct |
| ---------------- | -- | - | - | - | -- | -- | --- | --- |
| Chelsea          | 6  | 3 | 2 | 1 | 13 | 4  | +9  | 11  |
| Bayer Leverkusen | 6  | 3 | 1 | 2 | 8  | 8  | 0   | 10  |
| Valencia         | 6  | 2 | 2 | 2 | 12 | 7  | +5  | 8   |
| Genk             | 6  | 0 | 3 | 3 | 2  | 16 | −14 | 3   |

| Chelsea                   | 2–0    | Bayer Leverkusen |
| ------------------------- | ------ | ---------------- |
| David Luiz 67' Mata 90+2' | Raport |                  |

| Genk | 0–0    | Valencia |
| ---- | ------ | -------- |
|      | Raport |          |

| Valencia           | 1–1    | Chelsea     |
| ------------------ | ------ | ----------- |
| Soldado 87' (pen.) | Raport | Lampard 56' |

| Bayer Leverkusen         | 2–0    | Genk |
| ------------------------ | ------ | ---- |
| Bender 30' Ballack 90+1' | Raport |      |

| Bayer Leverkusen     | 2–1    | Valencia  |
| -------------------- | ------ | --------- |
| Schürrle 52' Sam 56' | Raport | Jonas 24' |

| Chelsea                                            | 5–0    | Genk |
| -------------------------------------------------- | ------ | ---- |
| Meireles 8' Torres 11', 27' Ivanović 42' Kalou 72' | Raport |      |

| Valencia                      | 3–1    | Bayer Leverkusen |
| ----------------------------- | ------ | ---------------- |
| Jonas 1' Soldado 65' Rami 75' | Raport | Kießling 31'     |

| Genk       | 1–1    | Chelsea     |
| ---------- | ------ | ----------- |
| Vossen 61' | Raport | Ramires 26' |

| Bayer Leverkusen             | 2–1    | Chelsea    |
| ---------------------------- | ------ | ---------- |
| Derdiyok 73' Friedrich 90+1' | Raport | Drogba 48' |

| Valencia                                                          | 7–0    | Genk |
| ----------------------------------------------------------------- | ------ | ---- |
| Jonas 10' Soldado 13', 35', 39' Pablo 68' Aduriz 70' T. Costa 81' | Raport |      |

| Chelsea                    | 3–0    | Valencia |
| -------------------------- | ------ | -------- |
| Drogba 3', 76' Ramires 22' | Raport |          |

| Genk       | 1–1    | Bayer Leverkusen |
| ---------- | ------ | ---------------- |
| Vossen 30' | Raport | Derdiyok 79'     |

### Grupa F

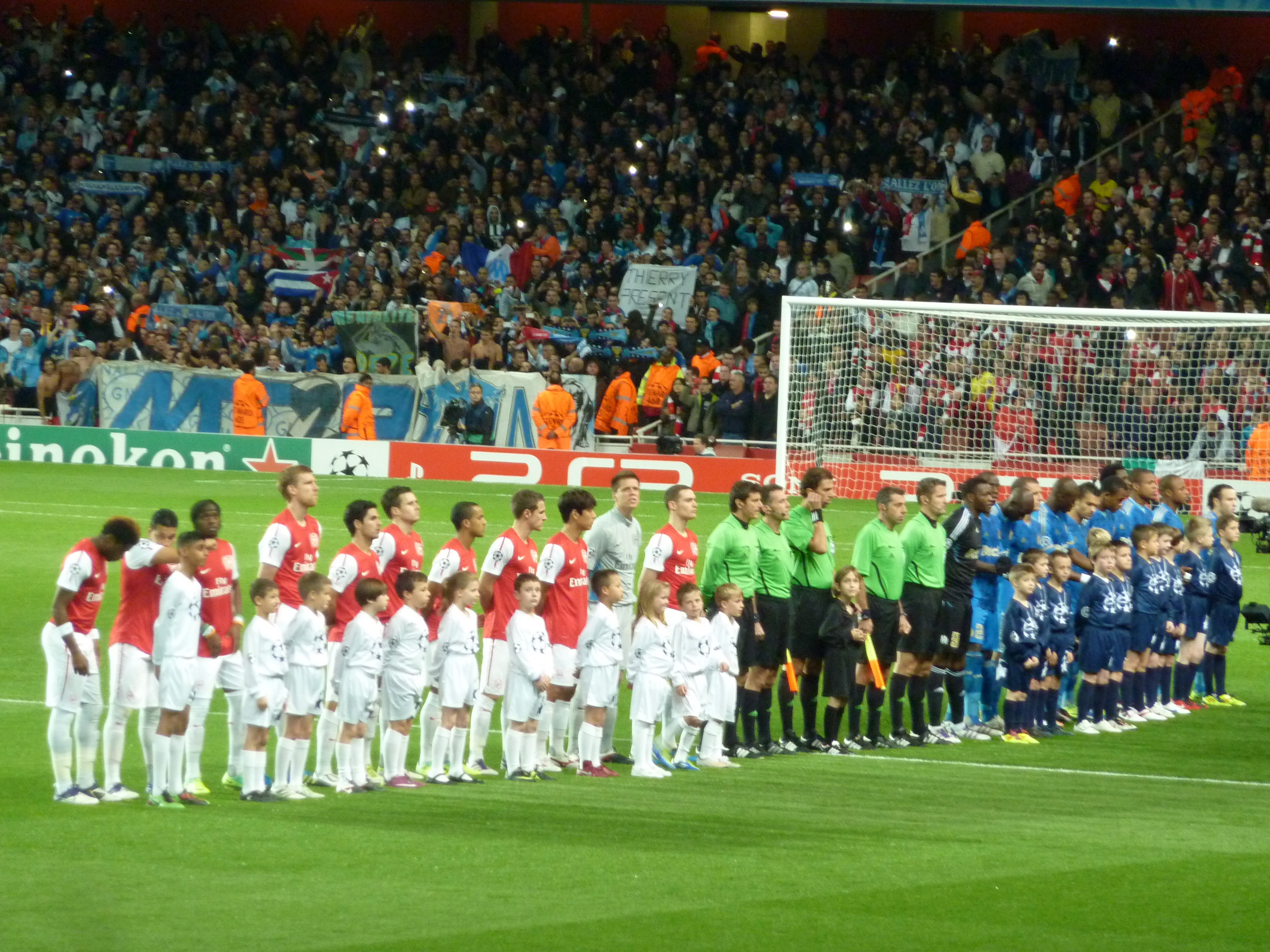
Meciul din grupa F Arsenal - Marseille.

| Echipa            | MJ | V | E | Î | GM | GP | DG | Pct |
| ----------------- | -- | - | - | - | -- | -- | -- | --- |
| Arsenal           | 6  | 3 | 2 | 1 | 7  | 6  | +1 | 11  |
| Marseille         | 6  | 3 | 1 | 2 | 7  | 4  | +3 | 10  |
| Olympiacos        | 6  | 3 | 0 | 3 | 8  | 6  | +2 | 9   |
| Borussia Dortmund | 6  | 1 | 1 | 4 | 6  | 12 | −6 | 4   |

| Olympiacos | 0–1    | Marseille |
| ---------- | ------ | --------- |
|            | Raport | Lucho 51' |

| Borussia Dortmund | 1–1    | Arsenal        |
| ----------------- | ------ | -------------- |
| Perišić 88'       | Raport | Van Persie 42' |

| Arsenal                          | 2–1    | Olympiacos |
| -------------------------------- | ------ | ---------- |
| Oxlade-Chamberlain 8' Santos 20' | Raport | Fuster 27' |

| Marseille                        | 3–0    | Borussia Dortmund |
| -------------------------------- | ------ | ----------------- |
| A. Ayew 20', 69' (pen.) Rémy 62' | Raport |                   |

| Marseille | 0–1    | Arsenal      |
| --------- | ------ | ------------ |
|           | Raport | Ramsey 90+2' |

| Olympiacos                          | 3–1    | Borussia Dortmund |
| ----------------------------------- | ------ | ----------------- |
| Holebas 8' Djebbour 40' Modesto 78' | Raport | Lewandowski 26'   |

| Arsenal | 0–0    | Marseille |
| ------- | ------ | --------- |
|         | Raport |           |

| Borussia Dortmund | 1–0    | Olympiacos |
| ----------------- | ------ | ---------- |
| Großkreutz 7'     | Raport |            |

| Marseille | 0–1    | Olympiacos      |
| --------- | ------ | --------------- |
|           | Raport | Fetfatzidis 82' |

| Arsenal             | 2–1    | Borussia Dortmund |
| ------------------- | ------ | ----------------- |
| Van Persie 49', 86' | Raport | Kagawa 90+2'      |

| Olympiacos                          | 3–1    | Arsenal      |
| ----------------------------------- | ------ | ------------ |
| Djebbour 16' Fuster 36' Modesto 89' | Raport | Benayoun 57' |

| Borussia Dortmund                     | 2–3    | Marseille                           |
| ------------------------------------- | ------ | ----------------------------------- |
| Błaszczykowski 23' Hummels 32' (pen.) | Raport | Rémy 45+4' A. Ayew 85' Valbuena 87' |

### Grupa G
| Echipa               | MJ | V | E | Î | GM | GP | DG | Pct |
| -------------------- | -- | - | - | - | -- | -- | -- | --- |
| APOEL                | 6  | 2 | 3 | 1 | 6  | 6  | 0  | 9   |
| Zenit St. Petersburg | 6  | 2 | 3 | 1 | 7  | 5  | +2 | 9   |
| Porto                | 6  | 2 | 2 | 2 | 7  | 7  | 0  | 8   |
| Șahtar Donețk        | 6  | 1 | 2 | 3 | 6  | 8  | −2 | 5   |

Tiebreakers
- APOEL and Zenit St. Petersburg are ranked by their head-to-head records, as shown below.

| Echipa               | MJ | V | E | Î | GM | GP | DG | Pct |
| -------------------- | -- | - | - | - | -- | -- | -- | --- |
| APOEL                | 2  | 1 | 1 | 0 | 2  | 1  | +1 | 4   |
| Zenit St. Petersburg | 2  | 0 | 1 | 1 | 1  | 2  | −1 | 1   |

| Porto               | 2–1    | Șahtar Donețk    |
| ------------------- | ------ | ---------------- |
| Hulk 28' Kléber 51' | Raport | Luiz Adriano 12' |

| APOEL                  | 2–1    | Zenit St. Petersburg |
| ---------------------- | ------ | -------------------- |
| Manduca 73' Aílton 75' | Raport | Zyryanov 63'         |

| Zenit St. Petersburg        | 3–1    | Porto            |
| --------------------------- | ------ | ---------------- |
| Shirokov 20', 63' Danny 72' | Raport | J. Rodríguez 10' |

| Șahtar Donețk | 1–1    | APOEL          |
| ------------- | ------ | -------------- |
| Jádson 64'    | Raport | Tričkovski 61' |

| Șahtar Donețk                  | 2–2    | Zenit St. Petersburg      |
| ------------------------------ | ------ | ------------------------- |
| Willian 15' Luiz Adriano 45+1' | Raport | Shirokov 33' Fayzulin 60' |

| Porto    | 1–1    | APOEL      |
| -------- | ------ | ---------- |
| Hulk 13' | Raport | Aílton 19' |

| Zenit St. Petersburg | 1–0    | Șahtar Donețk |
| -------------------- | ------ | ------------- |
| Lombaerts 45+1'      | Raport |               |

| APOEL                         | 2–1    | Porto           |
| ----------------------------- | ------ | --------------- |
| Aílton 42' (pen.) Manduca 90' | Raport | Hulk 89' (pen.) |

| Zenit St. Petersburg | 0–0    | APOEL |
| -------------------- | ------ | ----- |
|                      | Raport |       |

| Șahtar Donețk | 0–2    | Porto                   |
| ------------- | ------ | ----------------------- |
|               | Raport | Hulk 79' Raț 90' (o.g.) |

| Porto | 0–0    | Zenit St. Petersburg |
| ----- | ------ | -------------------- |
|       | Raport |                      |

| APOEL | 0–2    | Șahtar Donețk                  |
| ----- | ------ | ------------------------------ |
|       | Raport | Luiz Adriano 62' Seleznyov 78' |

### Grupa H
| Team           | Pld | W | D | L | GF | GA | GD  | Pts |
| -------------- | --- | - | - | - | -- | -- | --- | --- |
| Barcelona      | 6   | 5 | 1 | 0 | 20 | 4  | +16 | 16  |
| AC Milan       | 6   | 2 | 3 | 1 | 11 | 8  | +3  | 9   |
| Viktoria Plzeň | 6   | 1 | 2 | 3 | 4  | 11 | −7  | 5   |
| BATE Borisov   | 6   | 0 | 2 | 4 | 2  | 14 | −12 | 2   |

| Barcelona           | 2–2    | AC Milan                   |
| ------------------- | ------ | -------------------------- |
| Pedro 36' Villa 50' | Raport | Pato 1' Thiago Silva 90+2' |

| Viktoria Plzeň | 1–1    | BATE Borisov |
| -------------- | ------ | ------------ |
| Bakoš 45+1'    | Raport | Bressan 69'  |

| BATE Borisov | 0–5    | Barcelona                                              |
| ------------ | ------ | ------------------------------------------------------ |
|              | Raport | Valadzko 19' (o.g.) Pedro 22' Messi 38', 56' Villa 90' |

| AC Milan                           | 2–0    | Viktoria Plzeň |
| ---------------------------------- | ------ | -------------- |
| Ibrahimović 53' (pen.) Cassano 66' | Raport |                |

| AC Milan                    | 2–0    | BATE Borisov |
| --------------------------- | ------ | ------------ |
| Ibrahimović 33' Boateng 70' | Raport |              |

| Barcelona             | 2–0    | Viktoria Plzeň |
| --------------------- | ------ | -------------- |
| Iniesta 10' Villa 82' | Raport |                |

| BATE Borisov       | 1–1    | AC Milan        |
| ------------------ | ------ | --------------- |
| Bressan 55' (pen.) | Raport | Ibrahimović 22' |

| Viktoria Plzeň | 0–4    | Barcelona                                   |
| -------------- | ------ | ------------------------------------------- |
|                | Raport | Messi 24' (pen.), 45+2', 90+2' Fàbregas 72' |

| BATE Borisov | 0–1    | Viktoria Plzeň |
| ------------ | ------ | -------------- |
|              | Raport | Bakoš 42'      |

| AC Milan                    | 2–3    | Barcelona                                       |
| --------------------------- | ------ | ----------------------------------------------- |
| Ibrahimović 20' Boateng 54' | Raport | Van Bommel 14' (o.g.) Messi 31' (pen.) Xavi 63' |

| Barcelona                                        | 4–0    | BATE Borisov |
| ------------------------------------------------ | ------ | ------------ |
| S. Roberto 35' Montoya 60' Pedro 63', 89' (pen.) | Raport |              |

| Viktoria Plzeň          | 2–2    | AC Milan             |
| ----------------------- | ------ | -------------------- |
| Bystroň 89' Ďuriš 90+3' | Raport | Pato 47' Robinho 48' |

Note
- Note 2: Viktoria Plzeň și-a jucat meciurile de acasă pe Synot Tip Arena din Praga, întrucât arena lor, Stadion města Plzně, nu corespunde criteriilor UEFA.
- Note 3: BATE Borisov și-a jucat meciurile de acasă pe Stadionul Dinamo din Minsk, întrucât arena lor, Haradski Stadion nu corespunde criteriilor UEFA.